# Бразилска банка
Вижте пояснителната страница за други значения на Банка на Бразилия.
Бразилска банка С.А. или Банка на Бразилия С.А. (на португалски: Banco do Brasil S.A.) е най-голямата търговска банка в Бразилия и в Латинска Америка. Основана през 1808 г., Бразилската банка е сред най-старите действащи банки в света. Централата на Бразилската банка се намира в Бразилия (DF).
Бразилската банка е акционерно дружество, чийто основен пакет акции държи бразилското федерално правителство, контролиращо дейността на банката. Акции на банката се предлагат на фондовата борса в Сао Пауло, а управлението ѝ следва установени международни стандарти. Въпреки че е най-голямата банка в страната, Бразилската банка не е централната банка на Бразилия. От 2000 г. името на банката присъства неотменно сред имената на четирите най-печеливши банки в Бразилия (наред с Итау̀ Унибанко, Брадеско и Сантандер Бразилия).

## История
Бразилската банка е основана от португалския крал Жуао VI през 1808 г., когато той и семейството му се преместват в Бразилия (тогава част от Португалия). Бразилската банка е не само първата банка в Бразилия, но и първата банка в Португалия. Два пъти в историята си банката изпада в неплатежоспособност – веднъж след обявяването на независимостта на Бразилия през 1821, когато принцът регент напуска страната с част от активите ѝ, и втори път – през 1898 г. В периода 1821 – 1964 г. дейността на банката надхвърля тази на обикновена търговска банка – през този период тя печата банкноти, притежава монопол над обмяната на чужда валута, и съхранява националната хазна. Тези функции са иззети от банката през 1964 г., когато правителството създава Централната банка на Бразилия, и през 1987 г., когато е създадена Националната хазна.